# Camellia nitidissima
Camellia nitidissima là một loài thực vật có hoa trong họ Theaceae. Loài này được C.W.Chi mô tả khoa học đầu tiên năm 1948.